# Incaspiza pulchra
Az Incaspiza pulchra a madarak osztályának verébalakúak (Passeriformes) rendjébe és a tangarafélék (Thraupidae) családjába tartozó faj.

## Rendszerezése
A fajt Philip Lutley Sclater angol ornitológus írta le 1886-ban, a Haemophila nembe Haemophila pulchra néven.

## Előfordulása
Peru nyugati részén, az Andok területén honos. Természetes élőhelyei a szubtrópusi és trópusi magaslati cserjések, sziklás környezetben. Állandó, nem vonuló faj.

## Megjelenése
Testhossza 16 centiméter.

## Életmódja
Dinnyekaktuszok (Melocactus) gyümölcsével táplálkozik.

## Természetvédelmi helyzete
Az elterjedési területe kicsi, egyedszáma viszont stabil. A Természetvédelmi Világszövetség Vörös listáján nem fenyegetett fajként szerepel.